# Aksaïta
L'aksaïta és un mineral de la classe dels borats. Rep el seu nom de la vall d'Aksai, al Kazakhstan, lloc on va ser descoberta.

## Característiques
L'aksaïta és un borat de fórmula química MgB₆O₇(OH)₆(H₂O)₂. Cristal·litza en el sistema ortoròmbic. Eks seus cristalls són allargats al llarg de [001] i aplanats en {100}, {010}, {021} i rarment en {001}, d'1,5 centímetres. Les cares dels seus prismes són estriades i paral·leles a [100]. La seva duresa a l'escala de Mohs és 2,5.
Segons la classificació de Nickel-Strunz, l'aksaïta pertany a «06.FA: Neso-hexaborats» juntament amb els següents minerals: mcal·listerita, admontita, rivadavita i teruggita.

## Formació i jaciments
L'aksaïta es troba en grans fins d'halita a les doms de sal. Sol trobar-se associada a altres minerals com kieserita, anhidrita, preobrazhenskita, boracita, ginorita, halurgita, estroncioborita, metaborita i halita. Només se n'ha troba a la dom de sal Chelkar, a la Vall d'Aksai (Província d'Aktobe, Kazakhstan).